# إحصار فرع الحزمة الأيمن
إحصار فرع الحزمة الأيمن (بالإنجليزية: Right bundle branch block) واختصارها (RBBB) عبارة عن نوع من أنواع إحصار القلب، يحدث نتيجة إحصار (حجب أو تأخير) الإشارة الكهربية في الفرع الأيمن لحزمة هيس، ويندرج هذا الإحصار بجانب إحصار فرع الحزمة الأيسر تحت موضوع إحصار الحزمة، والتي هي جزء من نظام التوصيل الكهربائي للقلب.
خلال إحصار فرع الحزمة الأيمن، لا يتم تنشيط البطين الأيمن مباشرة من قِبَل النبضات التي تمر خلال الفرع الأيمن للحزمة. في حين أن البطين الأيسر لا يزال يتم تنشيطه عادة بواسطة الفرع الأيسر. ثم تصبح هذه النبضات قادرة على السفر من خلال عضلة القلب في البطين الأيسر إلى البطين الأيمن وإزالة استقطاب البطين الأيمن بهذه الطريقة. ولأن التوصيل من خلال عضلة القلب أبطأ من التوصيل من خلال حزمة هيس وألياف بيركنجي، يصبح مركب QRS واسع. وغالبا ما يُظهر مركب QRS انحراف إضافي يعكس إزالة الاستقطاب السريع من البطين الأيسر تليها إزالة استقطاب أبطأ من البطين الأيمن.
في معظم الحالات، يكون إحصار فرع الحزمة الأيمن له سبب مرضي على الرغم من أنه يحدث أيضًا في الأفراد الأصحاء.

## التشخيص
1. العقدة الجيبية الأذينية
2. العقدة الأذينية البطينية

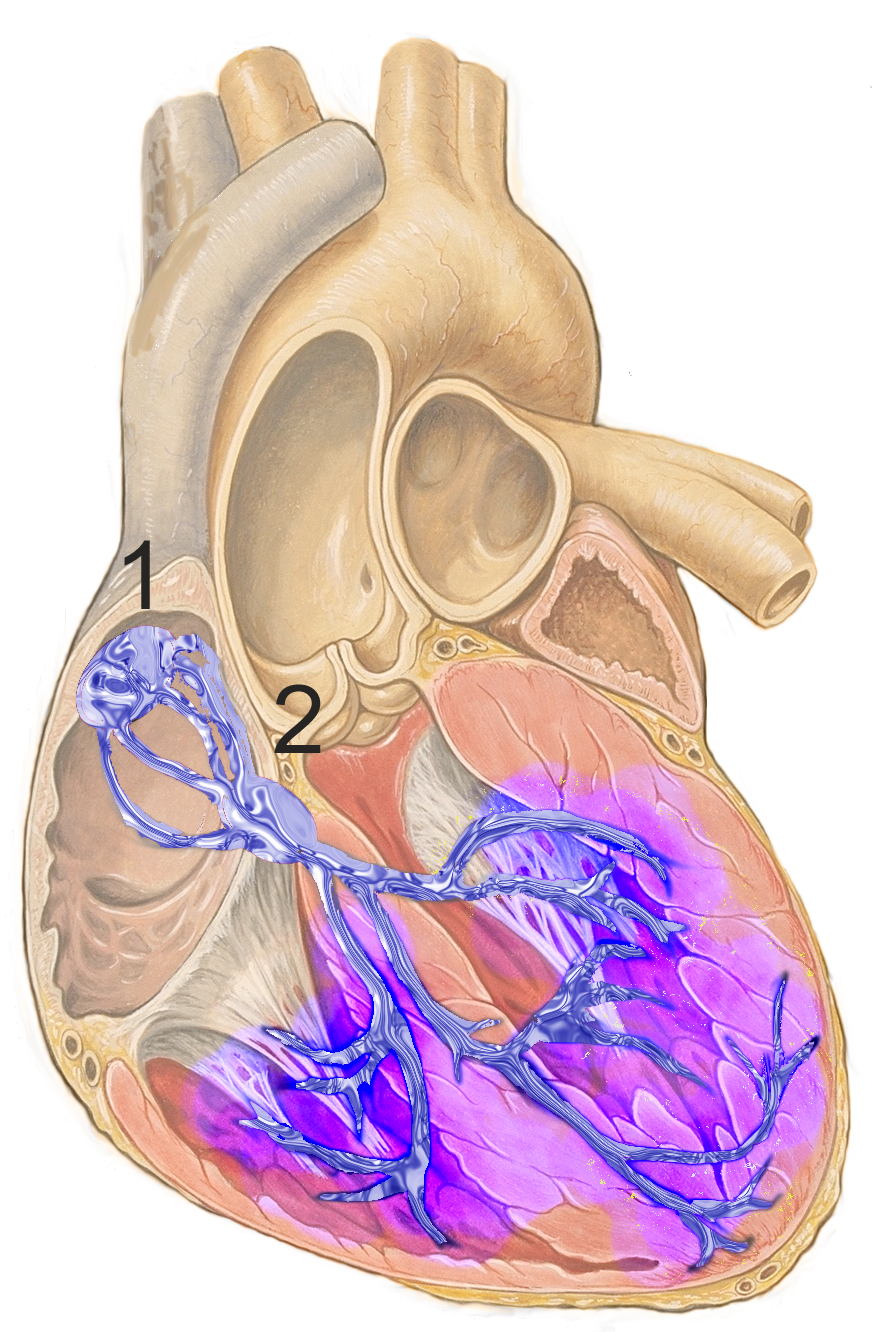
نظام التوصيل الكهربائي العادي للقلب (تخطيطيا). جميع شرائح عضلة القلب مثارة في وقت واحد تقريبا (اللون الأرجواني).

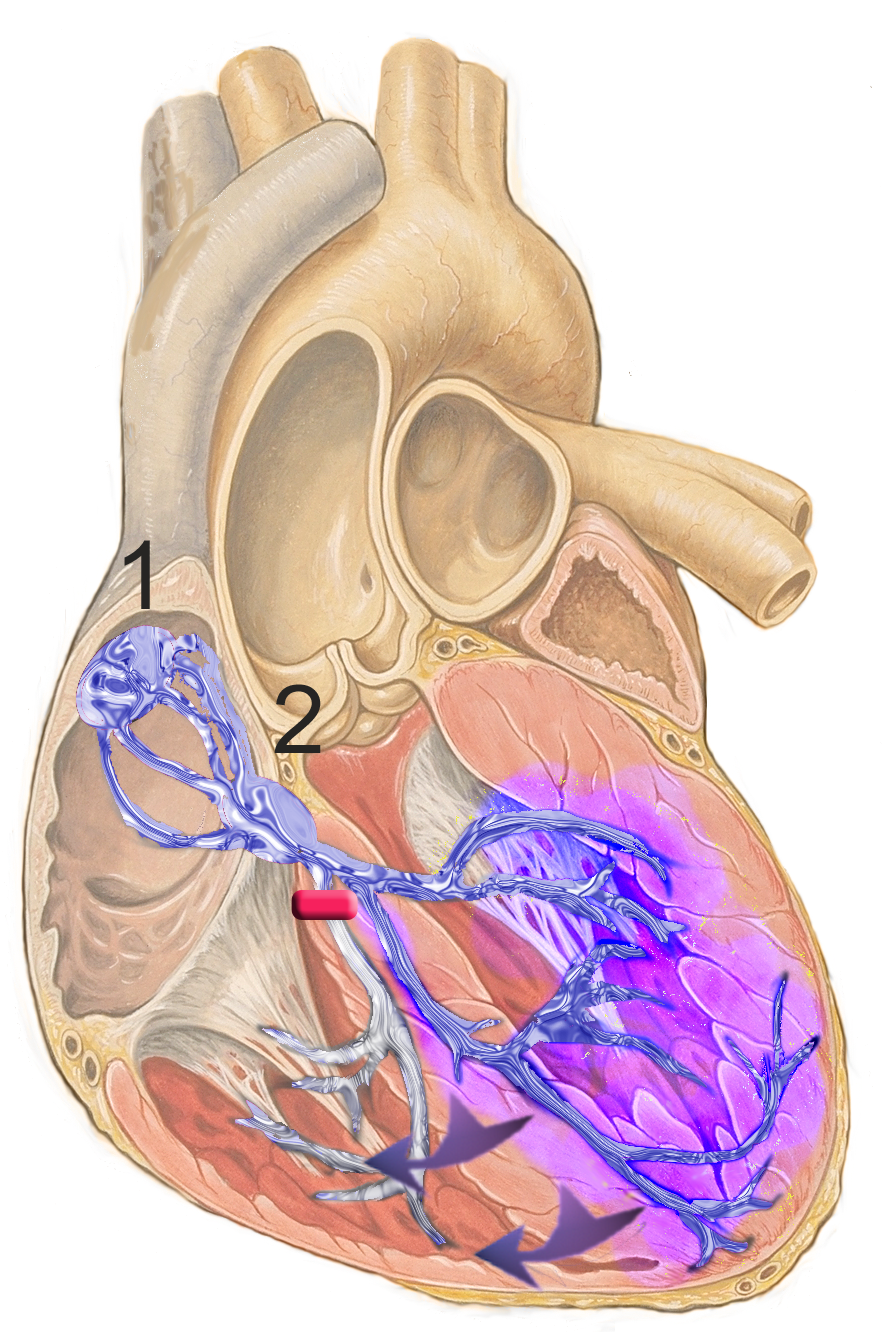
التوصيل في إحصار فرع الحزمة الأيمن (تخطيطيا): مع انسداد فرع الحزمة الأيمن (الأحمر)، يثار البطين الأيسر في الوقت المناسب (الأرجواني)، في حين أن إثارة البطين الأيمن تأخذ التفافة عن طريق فرع الحزمة الأيسر (الأسهم الزرقاء).

معايير تشخيص إحصار فرع الحزمة الأيمن في تخطيط كهربائية القلب:
- يجب أن ينبعث نظم القلب من فوق البطينين (أي من العقدة الجيبية الأذينية، أو الأذينين، أو العقدة الأذينية البطينية)؛ لتنشيط نظام التوصيل عند النقطة الصحيحة.
- يجب أن تكون مدة QRS أكثر من 100 مللي ثانية (إحصار غير كامل) أو أكثر من 120 مللي ثانية (إحصار كامل)
- ينبغي أن تكون هناك موجة R في المحطة V1 (على سبيل المثال R, rR', rsR', rSR' or qR)
- يجب أن يكون هناك موجة S مبهمة في المحطة I وV6.

يجب انحرف الموجة T عكس انحراف مركب QRS. ويعرف هذا باسم تناوب الموجة T مع إحصار فرع الحزيمة. وقد توحي الموجة T بنقص التروية أو احتشاء عضلة القلب.
وللتمييز بين توقيعات تخطيط القلب لإحصار فرع الحزمة الأيسر من إحصار فرع الحزمة الأيمن:
في إحصار فرع الحزمة الأيسر، يوجد w في المحطة V1، وM في المحطة V6، بينما في إحصار فرع الحزمة الأيمن، يوجد M في V1، وW في V6.

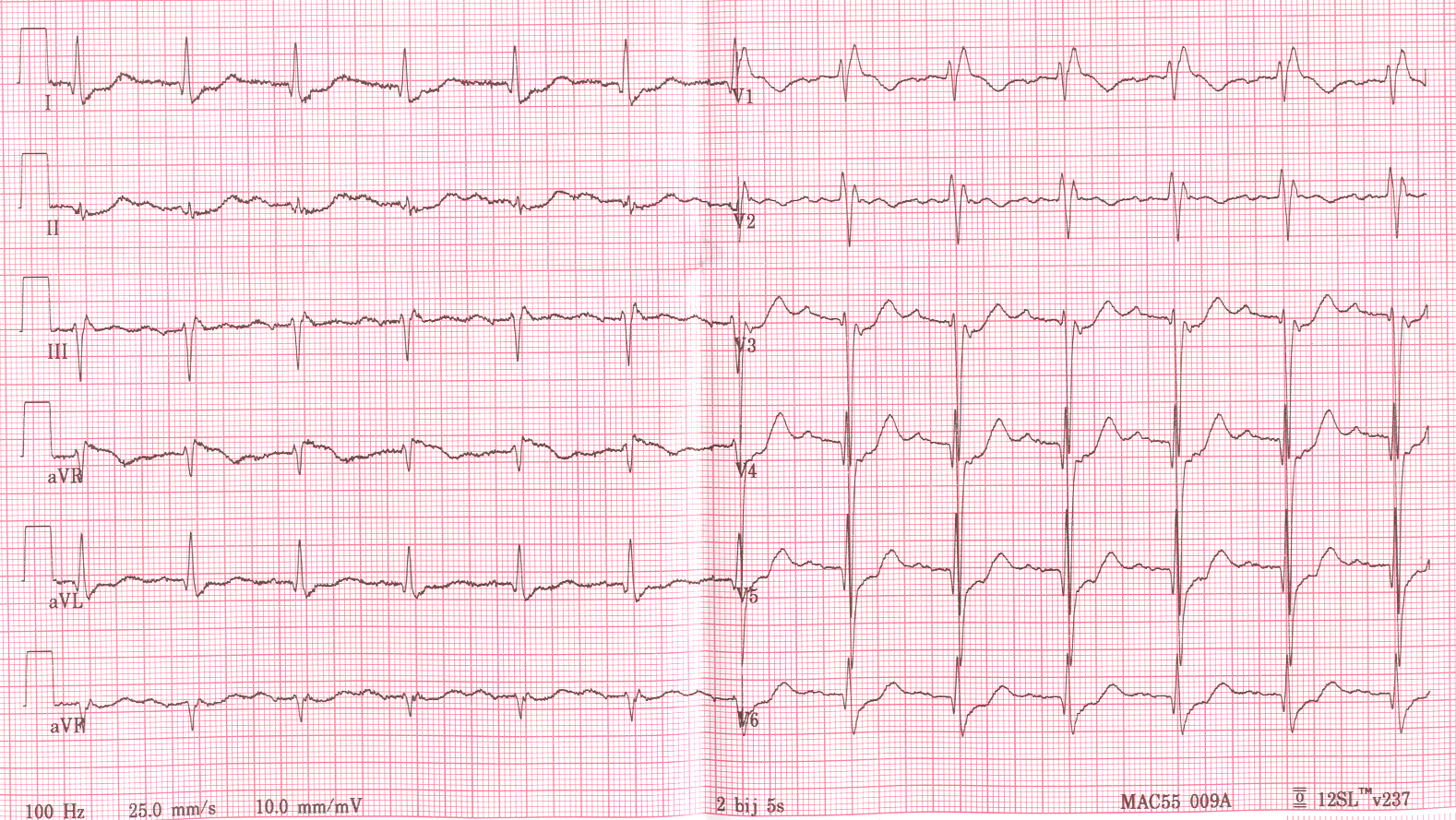
إحصار فرع الحزمة الأيمن مع إحصار أذيني بطيني من الدرجة الأولى
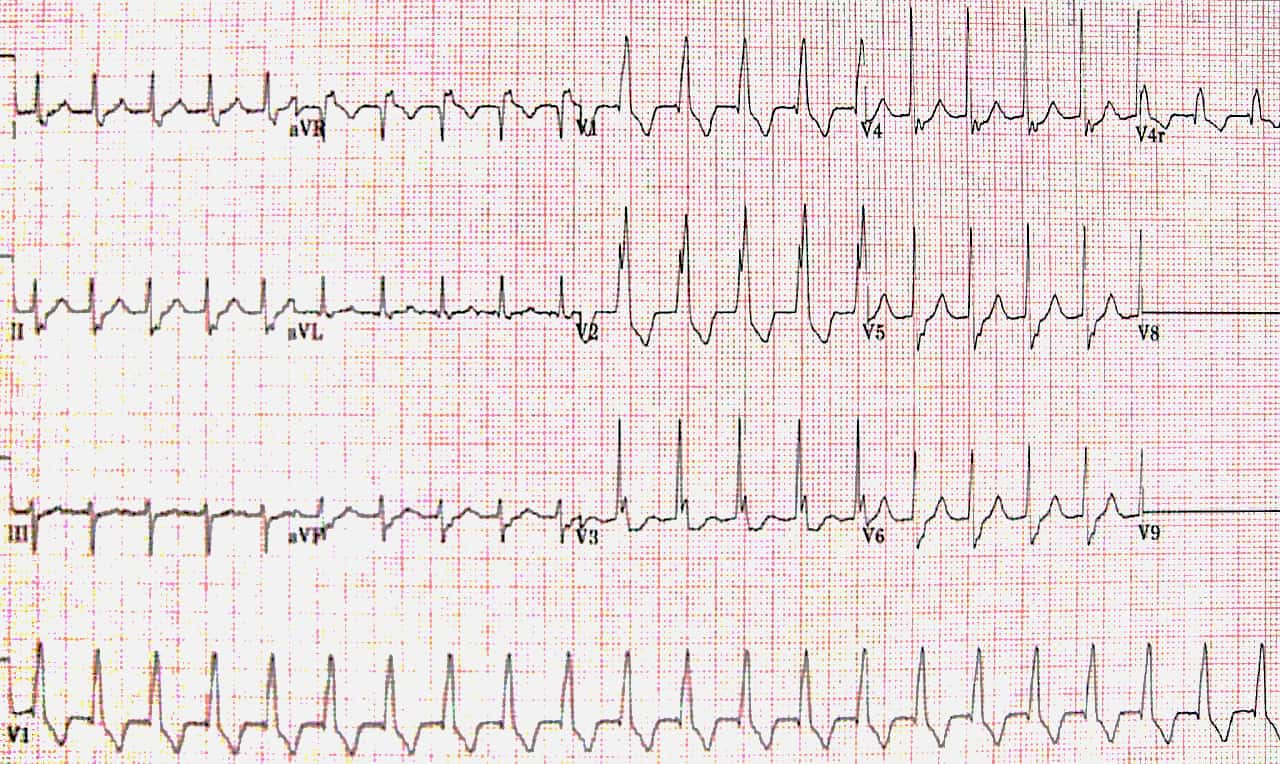
إحصار فرع الحزمة الأيمن مع تسرع القلب
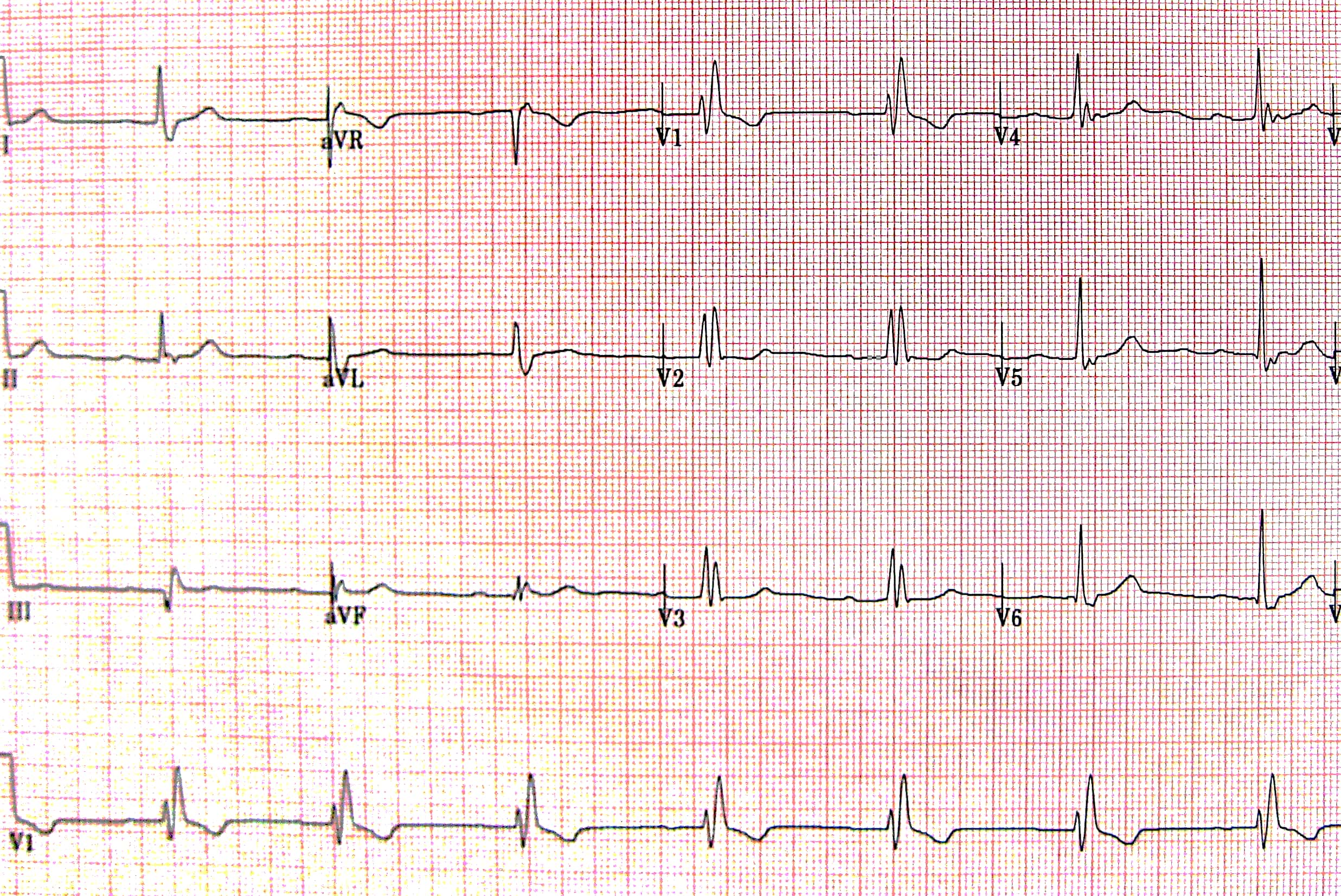
إحصار الحزيمة اليمنى

## الأسباب
عيب الحاجز الأذيني هو أحد الأسباب المحتملة لإحصار فرع الحزمة الأيمن. وبالإضافة إلى ذلك، قد ينتج إحصار فرع الحزمة الأيمن أيضا من متلازمة بروجادا، أو تضخم البطين الأيمن، أو الانسداد الرئوي، أو مرض نقص تروية القلب، أو أمراض القلب الروماتيزمية، أو التهاب عضلة القلب، أو اعتلال عضلة القلب، أو ارتفاع ضغط الدم.

## وبائيات
يزداد انتشار إحصار فرع الحزمة الأيمن مع التقدم في السن.

## العلاج
يمكن علاج الحالة الأساسية عن طريق الأدوية للسيطرة على ارتفاع ضغط الدم أو مرض السكري، إذا كانت هذه هي الأسباب الرئيسية. وإذا تم إحصار الشرايين التاجية، قد تقلل قسطرة الشريان التاجي الغازية من إحصار فرع الحزمة الأيمن الوشيك.